# Сан Каталдо (Казерта)
Сан Каталдо је насеље у Италији у округу Казерта, региону Кампанија.
Према процени из 2011. у насељу је живело 59 становника. Насеље се налази на надморској висини од 76 м.